# IPad Air (thế hệ 4)
iPad Air thế hệ thứ tư là một máy tính bảng được Apple Inc. thiết kế, phát triển và tiếp thị. Nó được công bố vào ngày 23 tháng 10 năm 2020 cùng với IPad (thế hệ thứ 8) và IPad Pro (thế hệ thứ 4)]]. Thiết bị này tương tự iPad Air (thế hệ thứ 5) và iPad Pro 11 inch và có chip A14 Bionic, dung lượng lưu trữ 64GB hoặc 256 GB, màn hình Retina 10,9 inch nâng cấp có hỗ trợ Apple Pencil (thế hệ 2), Bluetooth 5.0 "iPad Air". Apple (bằng tiếng Anh). Truy cập ngày 23 tháng 10 năm 2020.</ref>

## Đặc điểm

### Phần cứng
Trong khi iPad Air 4 có hệ thống camera trước được nâng cấp từ camera 7MP (1080p) được sử dụng từ năm 2016 bắt đầu với iPhone 7 và tiếp tục với iPhone XS, nó tiếp tục với hệ thống camera sau 12MP (1080p) cũ hơn được sử dụng kể từ khi iPad Air 5 vào năm 2022 , vì vậy dòng iPad này có thể ghi hình 4K. iPad Air này vẫn giữ cổng Lightning và bỏ cắm tai nghe.
iPad Air 4 có bộ xử lý sáu nhân 3 GHz, chip Apple A14 Bionic. Con chip đó tương tự iPhone 12, 12 mini, 12 Pro và 12 Pro Max có tốc độ xung nhịp nhanh hơn 22% so với Apple A12 bốn nhân 1,5 GHz trong thế hệ tiền nhiệm của iPad Air 3, iPad Air 2.
iPad Air 4 có màn hình True Tone, cho phép màn hình LCD thích ứng với ánh sáng xung quanh để thay đổi màu sắc và cường độ trong các môi trường khác nhau.
Nó nhanh hơn gấp 1,5 lần so với iPad Air 3 và pin có thể kéo dài tới 10 giờ.